# Парк Юрського періоду 3
«Парк Ю́рського пері́оду 3» (англ. Jurassic Park 3) — науково-фантастичний і пригодницький фільм, який є третім в серії «Парк юрського періоду». Це перший фільм франшизи, який не був знятий Стівеном Спілбергом (проте він брав участь в продюсуванні картини) і котрий не базувався книзі Майкла Крайтона, хоча багато сцен з фільму були взяті з його книг про Парк юрського періоду. Дія фільму відбувається на острові Сорна (острів з другого фільму), де двоє батьків Пол та Аманда Кірбі, разом з доктором Аланом Грантом, намагаються знайти зниклого сина.
Режисер Джо Джонстон сказав Стівену Спілбергу, що бажає зайнятися екранізацією третього фільму про Парк юрського періоду. Оскільки Спілберг був зайнятий в інших проектах, він дозволив Джонстону зняти третю частину.Сам же Стівен Спілберг виступив в якості виконавчого продюсера фільму. Зйомки «Парку Юрського періоду III» почалися в серпні 1996 року, через два роки після «Парку юрського періоду: Загублений світ».

## Сюжет
Герой Сема Нілла, палеонтолог Алан Грант, приймає пропозицію нібито заможного підприємця Пола Кербі і його дружини Аманди зробити оглядову екскурсію над знаменитим островом Сорна. Алан погоджується і разом зі своїм асистентом Біллі і двома військовими найманцями (під керівництвом містера Юдескі), найнятих Кербі, летить до острова. Справжню мету, пошук зниклого сина Еріка Кербі, Грант не дізнається до прибуття. Практично відразу після посадки група атакована спінозавром. Він з'їдає одного найманця, потім вбиває другого і служить причиною аварії злітаючого літака. Таким чином, Грант і його компанія залишаються без можливості покинути острів. Тікаючи від спінозавра, герої стикаються з тиранозавром, який вступає в сутичку зі спінозавром. В ході короткого поєдинку спінозавр перемагає, зламавши супротивникові шию. Вигравши таким чином час, команда рятується від переслідування.
Група приймає рішення рухатися до узбережжя, розраховуючи знайти там катер. Проте, Аманда і Пол Кербі не втрачають надії врятувати свого сина. Незабаром герої виявляють в джунглях параплан з заплутаним в ньому скелетований трупом Бена, дядька Еріка, разом з яким вони летіли вздовж острова. Поруч з парапланом вони знаходять відеокамеру Пола. Подивившись останній запис, герої розуміють, що Ерік не загинув при приземленні на острів, і є шанс знайти його живим.
Просуваючись далі по острову, герої знаходять гнізда рапторів і територію лабораторного комплексу, де вирощували і виходжували динозаврів. Несподівано нападає зграя велоцирапторов, група біжить з лабораторій назад в ліс, де стихійно розділяється, Юдескі гине, а доктор Грант потрапляє в пастку, будучи оточений хижаками. Його рятує Ерік, закидавши динозаврів газовими гранатами. Ерік дізнається доктора Гранта, каже, що є його шанувальником і читав його книги. З'ясовується, що знайти зброю на острові Еріку практично не вдалося, а гранати були останніми.
Команда знову об'єднується і, в черговий раз тікаючи від спінозавра, опиняється в окремій будівлі із наглядовою вежею. Піднявшись на вишку і оглянувши околиця, Грант помічає катер на річці . Розуміючи, що це їх єдиний шанс, герої йдуть до катера, щоб на ньому доплисти вниз по річці до узбережжя. У «щасливій» сумці Біллі виявляються два яйця, які той вкрав.
Спускаючись в каньйон до річки, мандрівники потрапляють в величезну пташину клітку, де їх атакують птеранодони. На Біллі (аспірант доктора Гранта) нападають відразу кілька літаючих ящерів. Решта, вирішивши, що Біллі вже не врятуватися, продовжують шлях без нього.
Пливши по річці на катері, група у відходах спінозавра знаходить супутниковий телефон. Також вони знову стикаються зі спінозавром. Грант встигає зателефонувати Еллі, але встигає сказати тільки «річка ... об'єкт Б ...». Гранту і Полу вдається підпалити розлите на поверхні води паливо. Розгромивши катер, спінозавр все ж отримує відсіч і йде.
Герої чують шум океану. Але по шляху їх знову знаходять раптори. Раптори забирають яйця, а Грант перехитрив їх за допомогою зробленого комп'ютером пристрою, здатного наслідувати голос раптора. На березі героїв зустрічає морська піхота, викликана Еллі, яка, ймовірно, прибула для знищення динозаврів. Бійці також вже встигли підібрати дивом врятованого Біллі. Вони відлітають на материк і бачать, як вирвалися з клітки птеранодони зграями летять разом з ними в пошуках нового дому.

## У ролях
| Актор             | Роль                |
| ----------------- | ------------------- |
| Сем Нілл          | доктор Алан Грант   |
| Вільям Мейсі      | Пол Кербі           |
| Теа Леоні         | Аманда Кербі        |
| Алессандро Нівола | Биллі Бренан        |
| Тревор Морган     | Ерік Кербі          |
| Лора Дерн         | доктор Еллі Сеттлер |
| Майкл Джетер      | Юдескі              |

## Нагороди та номінації
- «Saturn Awards[1]» — номінація.
- «Satellite Awards» — номінація.
- «Golden Trailer Awards[2]» — номінація.
- «Golden Reel Awards» — номінація.
- «Sierra Awards[3]» — нагорода.
- «BMI Film Awards[4]» — нагорода.
- «Golden Raspberry Awards» — номінація.
- «Stinkers Bad Movie Awards[5]» — номінація.

## Відгуки
Фільм « Парк Юрського періоду 3 » отримав переважно змішані відгуки. Згідно з даними 2001 року, тільки 49 % глядачів сказали, що це найкращий фільм. Критики поставили 5.2/10.

## Сиквел
У червні 2015 року вийшов фільм «Світ юрського періоду»

## Показані доісторичні тварини
- Анкілозавр
- Брахіозавр — з'являються в сценах з літаком і в сцені, де герої пливуть на плоту.
- Цератозавр — з'являється в епізоді, де герої знаходять супутниковий телефон в екскрементах спинозавра. Цератозавр, відчувши запах більш великого хижака, вважав за краще піти. Показаний цератозавр має мало спільного з реальним і більше схожий на динозавра сімейства абелізаврідов.
- Компсогнат
- Коритозавр
- Паразауролоф
- Птеранодон — птерозаври, задіяні в сценах в клітці.
- Стегозавр — пасуться на рівнині в одній з фінальних сцен.
- Спінозавр — великий теропод. Використаний як головний антагоніст героїв фільму. Убив двох найманців, які прилетіли на літаку на острів. Реальний спинозавр мав довшу і вужчу морду, більш легку статуру, більш короткі передні лапи, не мав гребенів перед очима і, швидше за все, пересувався на чотирьох кінцівках.
- Трицератопс — цератопсід. На короткий час показані в сцені з польотом на літаку.
- Велоцираптор — переслідують групу, намагаючись повернути свої яйця. Насправді велоцираптори були менші і мали пір'я. Прообраз цих динозаврів в фільмі був взятий з дейнониха.
- Тиранозавр — великий теропод, вбитий спинозавром.